# Edward Francis (lekarz)
Edward Francis (ur. 27 marca 1872 w Shandon, Ohio, zm. 14 kwietnia 1957 w Rockville, Maryland/Waszyngtonie)  – amerykański bakteriolog, znany z badań nad tularemią. Na jego cześć nazwano rodzaj bakterii Francisella, której gatunek typowy, Francisella tularensis, wywołuje tę chorobę.

## Życiorys
Francis urodził się w Shandon, w stanie Ohio. Jego rodzicami byli Abner Francis i Martha Ann Vaughan. W 1897 uzyskał dyplom lekarza na Uniwersytecie w Cincinnati. W 1900 wstąpił do publicznej służby zdrowia.
W 1921 opisał tularemię jako chorobę wywoływaną przez bakterię Bacterium tularense (obecnie Francisella tularensis). Za wkład w rozwój wiedzy na temat tej choroby Amerykańskie Towarzystwo Medyczne nadało mu złoty medal w 1928. W 1929 Miami University nadało mu honorowy tytuł doktora praw (ang. LL.D., Legum Doctor), a w 1933 od Uniwersytetu Stanu Ohio otrzymał honorowy tytuł doktora nauk (ang. D.Sc., Doctor of Science).
Pracował jako dyrektor medyczny do 1938. Zmarł 14 kwietnia 1957.

## Upamiętnienie
W 1947 na jego cześć nazwano rodzaj Francisella.